# Arkansas Highway Police

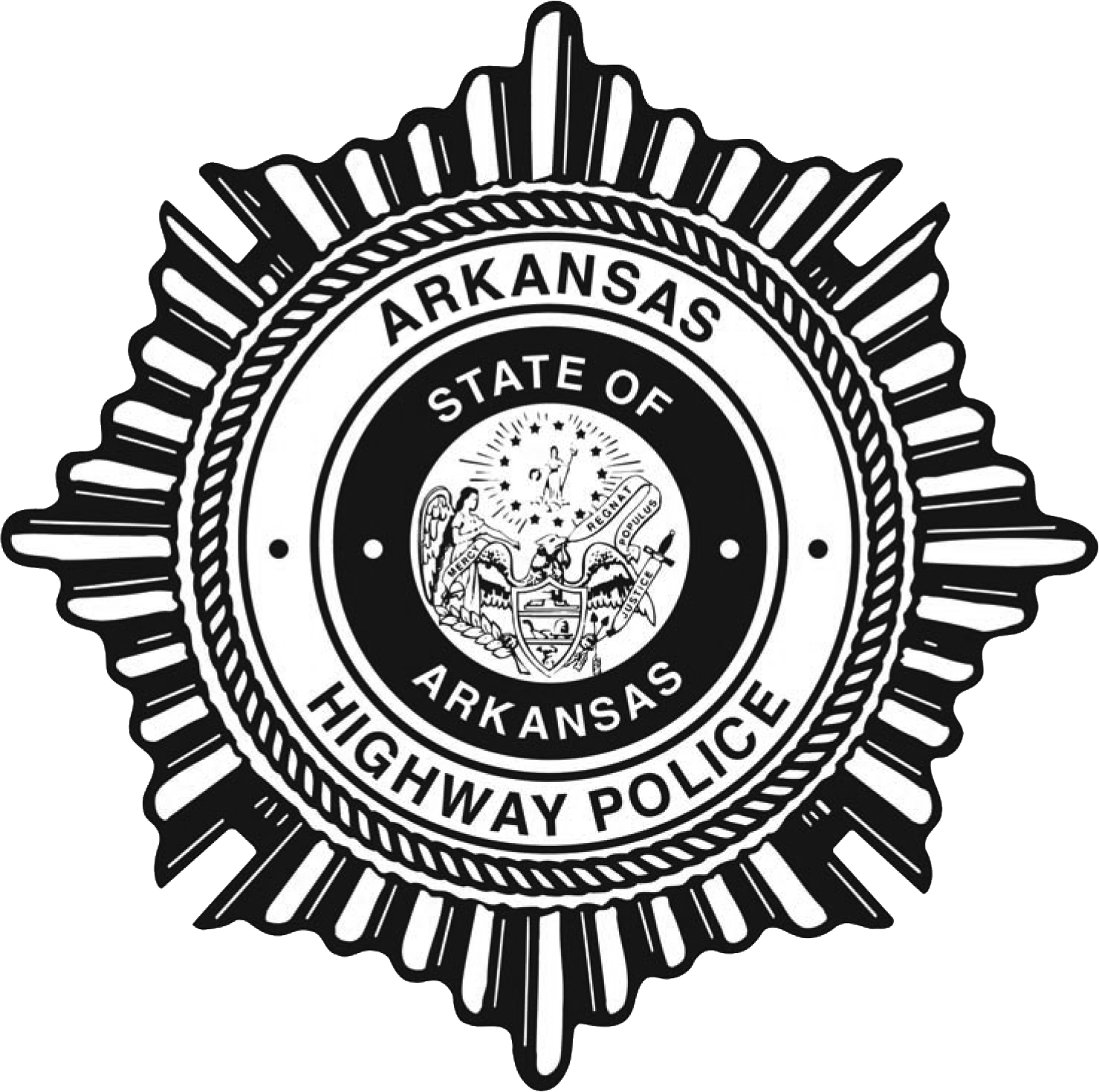
Abzeichen und Logo der Arkansas Highway Police

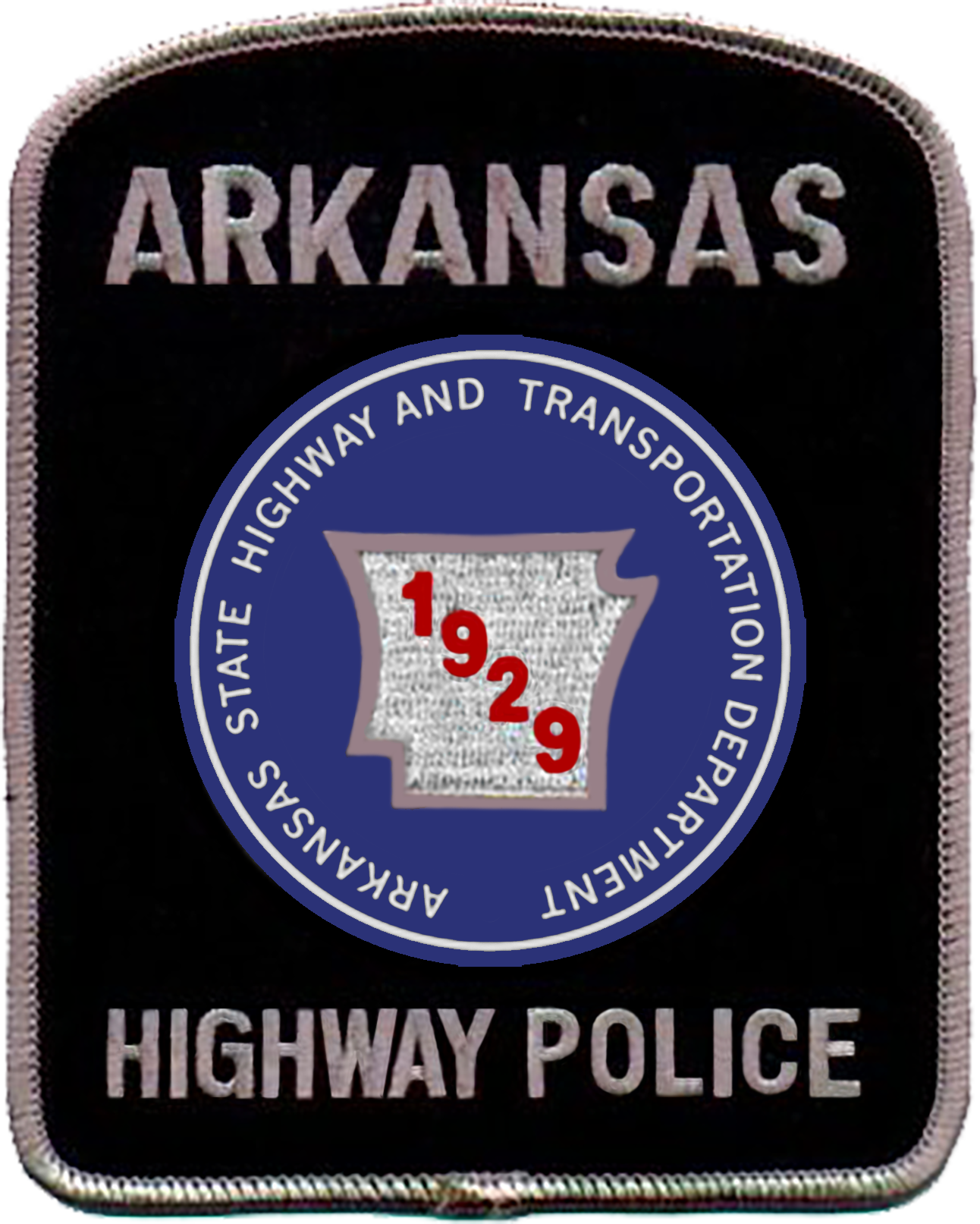
Aktuelles Arkansas Highway Police-Ärmelabzeichen

Die Arkansas Highway Police wurde 1929 gegründet und ist die älteste staatliche Strafverfolgungsbehörde im Bundesstaat Arkansas. Heute besteht ihr Hauptzweck darin, die Regeln und Vorschriften des Arkansas Department of Transportation (früher Arkansas Highway and Transportation Department) durchzusetzen. Weitere Schwerpunkte sind Sicherheit von Kraftfahrzeugtransporten, Verkehrskontrollen, Durchsetzung von Gefahrgutvorschriften und Drogenbekämpfung. Sie ist die zweitgrößte staatliche Polizeibehörde in Arkansas, hinter der Arkansas State Police.

## Geschichte
In der regulären Sitzung von 1929 verabschiedete die Generalversammlung von Arkansas das Gesetz 299, das später den Titel State Road Patrol Act erhielt. Das Ergebnis des Gesetzes war die Übertragung der administrativen Aufsicht über die Arkansas Road Patrol an das Arkansas Highway Department. Die Männer, die ernannt wurden, um die zwanzig zugewiesenen Stellen für die Patrouille zu besetzen, wurden die ersten Vollzugsbeamten in Arkansas, die offiziell per Staatsgesetz beauftragt wurden. Die an die Beamten ausgegebenen Abzeichen trugen die Aufschrift „Arkansas State Highway Police“.
In den Jahren nach der Gründung der Patrouille wurde die Einheit zwischen verschiedenen Behörden hin- und hergeschoben, nie für mehr als 15 Jahre. Eine Zeit lang war die Behörde Teil des Arkansas Revenue Department, wodurch eine Arbeitsbeziehung entstand, die alle nachfolgenden Verlegungen der Vollzugsgruppe überdauerte. Heute tragen alle Beamten der Highway Police eine Provision als Vertreter des Commissioner of Revenues.
Im Jahr 1963 wurde die Vollzugsbehörde, die als State Road Patrol begann, wieder ein Teil des Arkansas Highway Department. Im Jahr 1979 wurde der Name der Division in Arkansas Highway Police geändert. Im Jahr 1989 wurden die Befugnisse und Aufgaben der Transportsicherheitsbehörde auf die Highway Police übertragen und die Beamten begannen mit der Durchsetzung der Vorschriften der Federal Motor Carrier Safety Administration.
Heute ist die Arkansas Highway Police ein landesweit anerkannter Marktführer in den Bereichen Drogenbekämpfung, Sicherheit von Kraftfahrzeugtransporten und Gefahrgutüberwachung sowie Ausbildung. Beamte der Highway Police dienen als Ausbilder für das Criminal Justice Institute, National Training Center, Transportation Safety Institute und das Drug Interdiction Assistance Program.

## Autorität der AHP-Beamten
Bei der Durchsetzung von Gesetzen zu Größe, Gewicht und Sicherheit von Nutzfahrzeugen sind AHP-Beamte nach dem Gesetz von Arkansas befugt, Nutzfahrzeuge in Arkansas anzuhalten und zu überprüfen, ohne dass ein hinreichender Grund oder ein begründeter Verdacht vorliegt.
Laut Gesetz ist AHP die einzige Polizeibehörde in Arkansas, die Sicherheitsinspektionen von Nutzfahrzeugen durchführen kann und die einzige Behörde, die Fahrer und Unternehmen bei Verstößen gegen die Sicherheitsvorschriften für Nutzfahrzeuge vorladen kann. Allerdings kann jeder Vollzugsbeamte gewerbliche Betreiber in Arkansas bei einem Verstoß gegen staatliche Verkehrs- oder Strafgesetze anhalten, vorladen und/oder verhaften.
Alle Beamten der Arkansas Highway Police, unabhängig von ihrer Zuweisung, sind auch mit vollen und vollständigen Vollstreckungsbefugnissen zur Verhaftung für alle Verbrechen sowohl auf als auch außerhalb der Highways von Arkansas ausgestattet. Darüber hinaus teilen sich die Beamten die Zuständigkeit sowohl mit der Arkansas State Police als auch mit allen County Sheriff’s Offices im Bundesstaat.

## Organisation

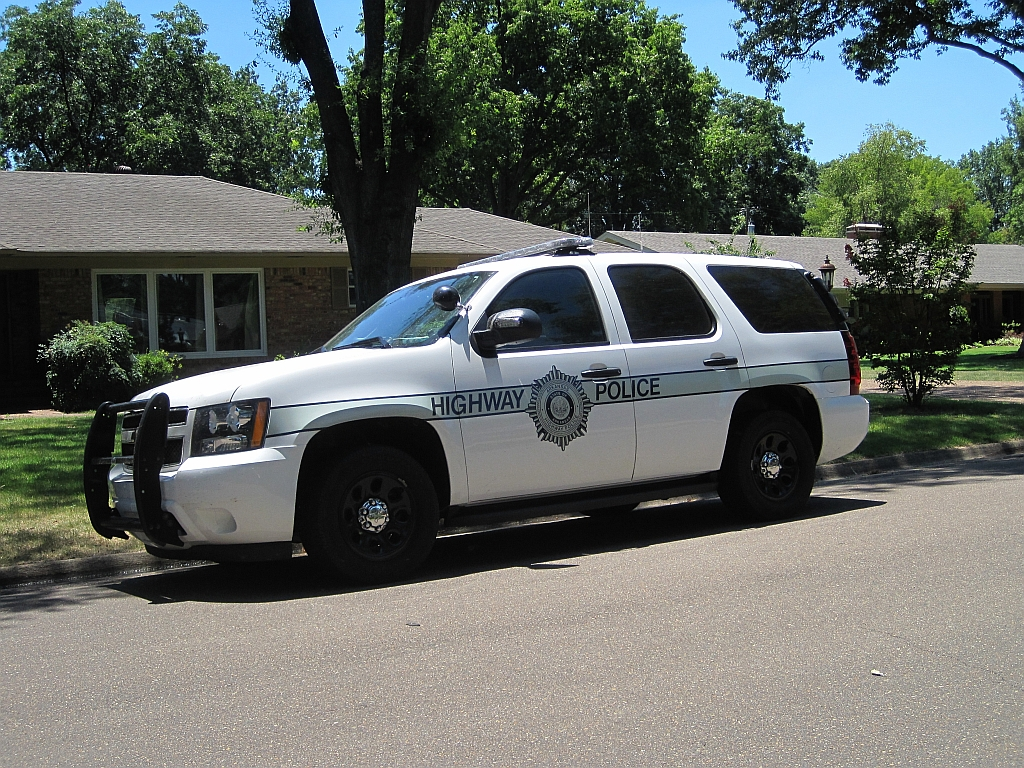
Arkansas Highway Police SUV in West Memphis, Arkansas.

AHP ist organisatorisch in fünf Distrikte unterteilt, die 11 Wiegestationen und etwa 80 mobile Streifeneinheiten betreiben. Sowohl die festen Wiegestationen als auch die Patrouilleneinheiten sind geografisch über den ganzen Bundesstaat verteilt, um eine maximale Abdeckung der wichtigsten kommerziellen Transportrouten zu gewährleisten.
Vor den 1990er Jahren gab es in Arkansas 20 Wiegestationen im ganzen Bundesstaat. Aufgrund der Konsolidierung und der Verlagerung des Schwerpunkts der Durchsetzung auf mobile Einheiten befindet sich das derzeitige Netz von 11 Wiegestationen in Arkansas alle in der Nähe der Grenzen des Bundesstaates und nur an Hauptverkehrskorridoren. Alle von AHP betriebenen Patrouilleneinheiten sind ausgestattet, um Nutzfahrzeuge zu wiegen, zu messen und zu kontrollieren, ohne sich in der Nähe einer Wiegestation zu befinden.
Das Arkansas Department of Transportation unterhält über 200 Straßenrand-Pads für AHP-Beamte an Nebenstraßen im ganzen Bundesstaat. Bei diesen Pads handelt es sich nicht um feste Wiegestationen, sondern um verlängerte Abschnitte von Fahrbahnen, die den AHP-Beamten Platz bieten, um LKWs auf Highways, die nicht mit Wiegestationen ausgestattet sind, sicher zu wiegen und zu kontrollieren.